# Affiliate marketing
L'affiliate marketing, conosciuto in Italia anche come affiliazione, è un accordo commerciale nel settore del marketing tra un advertiser (azienda che intende vendere un suo servizio o prodotto) e un affiliato (persona che promuove il servizio o prodotto dell'advertiser). Tra l'affiliato e l'advertiser può agire una terza entità, la piattaforma di affiliazione. Il ruolo della piattaforma di affiliazione è quello di arbitro terzo tra l'advertiser e l'affiliato (detto anche publisher), offrendo un servizio quanto più imparziale possibile di verifica dell'attività svolta e di rendicontazione e pagamento.
Il lavoro dell'affiliato è di portare visitatori sul sito o sull'app dell'advertiser, usando ogni canale di traffico disponibile online, a pagamento o tramite attività SEO o Email Marketing (DEM), al fine di generare delle azioni da parte dell'utente o delle vendite (dette in questo caso conversioni).
Una conversione può essere definita diversamente a seconda del programma o della campagna alla quale aderisce l'affiliato. Le informazioni al riguardo sono sempre stabilite nel piano commissionale dell'advertiser e vengono definite spesso come (costo per azione).
Ad esempio, un'azione può essere un click, una vendita, l'acquisto di dati di contatto, il download di un catalogo, e così via. 
Il pagamento agli affiliati è normalmente in base alle conversioni che essi hanno generato. Il prezzo pagato per ogni azione è solitamente definito CPA (Cost per Action) o CPO (Cost per Order).